# Hành động xã hội
Trong ngành xã hội học, hành động xã hội (tiếng Anh: Social actions) là một hình thức hoặc cách thức giải quyết các mâu thuẫn hay các vấn đề xã hội. Hành động xã hội được tạo ra bởi các phong trào xã hội, các tổ chức, các đảng phái chính trị, v.v... Thực chất, hành động xã hội là sự trao đổi trực tiếp giữa các cá nhân với nhau cũng như các khuôn mẫu quan hệ đã được cấu trúc hóa bên trên các nhóm, tổ chức, thiết chế và xã hội. Một thực tế có thể quan sát được trong mọi tình huống cá nhân và công cộng hàng ngày là hành động xã hội của con người diễn ra theo những quy tắc nhất định và trong những hình thái nhất định, những quy tắc và hình thái này có một sứ bất biến tương đối. Hành động xã hội là cốt lõi của mối quan hệ giữa con người với xã hội, đồng thời là cơ sở của đời sống xã hội của con người. Hành động xã hội mang một ý nghĩa bao trùm tổng thể các mối quan hệ xã hội.

## Định nghĩa hành động xã hội
Định nghĩa của nhà xã hội học người Đức Max Weber về hành động xã hội được cho là hoàn chỉnh nhất; ông cho rằng, hành động xã hội là hành động mà chủ thể gắn cho ý nghĩa chủ quan nhất định, một hành động xã hội là một hành động của một cá nhân mà có gắn một ý nghĩa vào hành động ấy, và cá nhân đó tính đến hành vi của người khác, bằng cách như vậy mà định hướng vào chuỗi hành động đó. Weber đã nhấn mạnh đến động cơ bên trong chủ thể như nguyên nhân của hành động - Một hành động mà một cá nhân không nghĩ về nó thì không thể là một hành động xã hội. Mọi hành động không tính đến sự tồn tại và những phản ứng có thể có từ những người khác thì không phải là hành động xã hội. Hành động không phải là kết quả của quá trình suy nghĩ có ý thức thì không phải là hành động xã hội.

### Hành vi xã hội
Khái niệm hành vi xã hội và hành động xã hội là những khái niệm thường gặp trong các tài liệu nghiên cứu về xã hội học. Nhưng nội hàm của các khái niệm đó không phải bao giờ cũng được làm rõ, và cũng không phải bao giờ chúng ta cũng có cách hiểu như nhau về các khái niệm đó. Hành vi của con người hoàn toàn máy móc, cơ học và không có sự tham gia của ý thức hay một yếu tố nào khác. Ví dụ, một người bị đánh - chạy đi; được thưởng - vui cười; bị phê bình - buồn, khóc;... mà không hề lý giải được tại sao lại như vậy chứ không phải thế khác. Do vậy, những hành vi chính thống này (hành vi của con người) chỉ là những phản ứng máy móc quan sát được sau các tác nhân.

## Các kiểu của hành động xã hội
1. Kiểu hành động truyền thống được thực hiện bởi vì nó vẫn được làm như thế từ xưa đến nay;
2. Kiểu hành động cảm tính bị dẫn dắt bởi cảm xúc;
3. Kiểu hành động duy lý với giá trị hướng tới các giá trị tối hậu;
4. Kiểu hành động duy lý có mục đích hay còn gọi là kiểu hành động mang tính công cụ.[1]